# Penelopides
Penelopides Reichenbach, 1849 è un genere di uccelli della famiglia Bucerotidae, endemico delle Filippine.

## Tassonomia
Il genere comprende le seguenti specie:
- Penelopides manillae (Boddaert, 1783) - bucero di Luzon
- Penelopides mindorensis Steere, 1890 - bucero di Mindoro
- Penelopides samarensis Steere, 1890 - bucero di Samar
- Penelopides panini (Boddaert, 1783) - bucero codarossiccia
- Penelopides affinis Tweeddale, 1877 - bucero di Mindanao